# Swine Priory

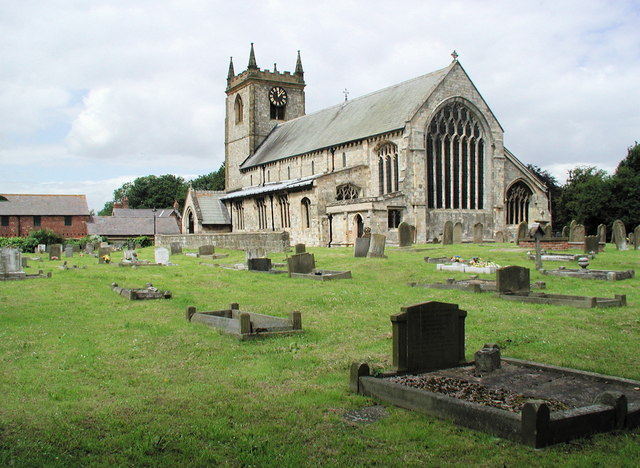
Swine Parish Church, die ehemalige Klosterkirche des Swine Priory

Das Swine Priory war ein Priorat im Dorf Swine in East Riding of Yorkshire, England. Das Nonnenkloster der Zisterzienserinnen ist ein Scheduled Monument.
Das Nonnenkloster existierte vom 12. Jahrhundert bis 1539. Von den Gebäuden ist nur wenig erhalten geblieben, aber umfangreiche Erdarbeiten und die Überreste von Fischteichen, Abflüssen und einem Wassergraben sind noch sichtbar. Teile der Kirche vom Nonnenkloster wurden in die Church of St Mary integriert.

## Geschichte
Das Nonnenkloster wurde im 12. Jahrhundert von Robert de Verli im Rahmen von Fountains Abbey gegründet, beherbergte zunächst 14 Nonnen und eine Priorin und war der Jungfrau Maria geweiht. 1177 bestätigte eine Päpstliche Bulle von Alexander III. die zisterziensischen Rechte des Hauses. Im Jahr 1181, als Heinrich II. das Haus bestätigte, umfasste es einen Meister, Kanoniker, Brüder und Nonnen. In den folgenden Jahren wurde die Trennung von Männern und Frauen innerhalb der Institution als nicht optimal kritisiert. Im Jahre 1404 vermachte Walter Skirlaw, Bischof von Durham von 1388 bis 1406, den Nonnen von Swine £100. Es gab mehrere Streitigkeiten mit der nahe gelegenen Meaux Abbey. Das Nonnenkloster wurden 1539 im Zuge der Auflösung der englischen Klöster geschlossen. Bei der Schließung des Priorats waren noch eine Priorin und 19 Nonnen im Kloster heimisch.
Die Church of St Mary, die um 1180 erbaut wurde, war die Klosterkirche des Priorats. Das bestehende Gebäude enthält Teile der Nonnenkirche, welche 25 Meter lang war.
Die Überreste enthalten Erdaufschüttungen, die zeigen, wo sich die früheren Gebäude befunden haben. Dazu gehörte ein vierseitiger Kreuzgang, umgeben von einem 5–10 Meter breiten und 2 Meter tiefen Graben, sowie Abflüssen. Es gab außerdem einige Fischweiher und es gibt Hinweise auf Wölbacker.